# Kin-dza-dza!
Kin-Dza-Dza! (Кин-Дза-Дза! en ruso) es una película de ciencia ficción/comedia distópica producida en la Unión Soviética en 1986 por Mosfilm y dirigida por Georgi Danelia, con guion de Georgi Danelia y Revaz Gabriadze. La película fue rodada en color y consta de dos partes de 135 minutos en total. Está considerada una película de culto, especialmente entre los rusos, y sus diálogos se citan con frecuencia en ese país.

## Guion
La historia ocurre en el planeta desierto «Plyuk» de la galaxia «Kin-Dza-Dza», donde dos humanos que no se conocían, «Tío Vova» y «El violinista», como se llaman el uno al otro, van a parar tras un encuentro accidental con un dispositivo teletransportador alienígena. La película describe sus peripecias en la búsqueda de la vuelta a su hogar.
Los oriundos del planeta parecen humanos, con tecnología de aspecto primitivo y una cultura bárbara, con semejanzas satíricas a la humana. Pueden comunicarse por telepatía y las únicas palabras que usan normalmente son «ku» y «kiu». Sin embargo, son capaces de adaptarse rápidamente y entender y hablar ruso. La sociedad de Plyuk está dividida en dos castas: los «chatlanians» y los «patsaks». Los chatlanins son la casta privilegiada, y un patsak debe de seguir un sistema de ceremonias para mostrar su inferioridad. La base de su diferencia es inexplicable, pero puede saberse quién es de cada clase mediante un dispositivo («visator»).
El único grupo que puede usar armas «transglukators» son los «etsylopps». El líder del planeta se llama «Pe-Zhe», y todo el mundo hace lo que puede para mostrar su adoración por él, pero cuando se le conoce en persona, es tonto e inofensivo. El combustible de Plyuk se llama «luts» y está hecho de agua. Toda el agua del planeta ha sido convertida en luts, así que el agua potable es un bien muy apreciado (de hecho, solo se puede conseguir agua a partir de luts). Las cerillas comunes («katse») son un bien extremadamente preciado en Plyuk.
La ambientación distópica se considera una representación alegórica de la sociedad capitalista.

## Diccionario de la lengua de Plyuk
| Palabra               | Definición                                                                                                   |
| --------------------- | --- |
| Katse                 | cerillas |
| Chatl                 | unidad monetaria                                                                                             |
| Tsak                  | campanilla que cuelga de la nariz para indicar el bajo estatus social del portador                           |
| Tentura y Antitentura | dos partes opuestas del universo. Algunos planetas están en Tentura y otros (como la Tierra) en Antitentura. |
| Pepelatz              | una nave interplanetaria (de la palabra en georgiano «pepela», mariposa)                                     |
| Gravitsapa            | un componente del pepelatz que permite el viaje intergaláctico                                               |
| Luts                  | el combustible del pepelatz. Está hecho a partir de agua                                                     |
| Kappa                 | un botón |
| Etsylopp              | policía («policía» dicho al revés en inglés (ecilop))                                                        |
| Etsikh                | caja de latón para prisioneros («Etsikh» proviene del georgiano «tsikhe», prisión)                           |
| Kiu                   | una palabrota socialmente aceptable                                                                          |
| Ku                    | resto de palabras                                                                                            |

## Video
La película ha sido distribuida en DVD en Rusia, pero no ha alcanzado notoriedad en otros países. Esto se debe sobre todo al hecho de que no hay una versión oficial con subtítulos en otras lenguas.[cita requerida] Esto ha llevado a mucha gente a descargar copias de la película de internet y verla acompañada de subtítulos hechos por aficionados.

## Reparto
| Actor                   | Personaje                                     |
| ----------------------- | --------------------------------------------- |
| Stanislav Lyubshin      | Vladimir Nikolayevich Mashkov (tío Vova)      |
| Levan Gabriadze         | Gedevan Alexandrovich Alexidze (violinista)   |
| Yevgeni Leonov          | Uef                                           |
| Yury Yakovlev           | Bi                                            |
| Olga Mashnaya           | Dekont (del planeta Alfa)                     |
| Irina Shmelyova         | Tachanochnitsa                                |
| Lev Perfilov            | Kyrr disidente chatlanin con un transglukator |
| Anatoli Sirenko         |                                               |
| Georgi Daneliya         | Abradox (del planeta Alpha)                   |
| Aleksandra Dorokhina    |                                               |
| Galina Daneliya-Yurkova |                                               |
| Alexander Martynov      |                                               |
| Valentin Marenkov       |                                               |
| Rezo Khobua             |                                               |
| Igor Bogolyubov         |                                               |
| Valentin Bukin          | tzilop con bigote                             |
| Valentin Golubenko      |                                               |
| Alexander Litovkin      | Contrabandista con cicatriz                   |
| Valentin Marenkov       |                                               |
| Tatyana Novitskaya      |                                               |
| Vladimir Fyodorov       |                                               |
| Rene Khobua             |                                               |
| Harry Schweiz           |                                               |
| Gennady Yalovich        |                                               |
| Y. Voronkov             |                                               |
| N. Garo                 | P-Zh                                          |
| G. Ivanov               |                                               |
| O. Ivanova              |                                               |
| I. Kan                  |                                               |
| O. Matveyev             |                                               |
| V. Makhmutov            |                                               |
| T. Perfilyeva           |                                               |
| L. Solodenko            |                                               |
| V. Frolov               |                                               |

## Versión animada
Se está realizando una versión de la misma historia, llamada Kin-Dza-Dza-Dza! en Rusia, y está previsto que se estrene en diciembre de 2008. Esta versión está pensada para el público infantil e internacional. Se empezó el 12 de febrero de 2005 y tiene un presupuesto de tres millones de rublos. Se prevé que la película tenga 100 minutos de duración.